# Silidius apicalis
Silidius apicalis is een keversoort uit de familie soldaatjes (Cantharidae). De wetenschappelijke naam van de soort werd in 1851 gepubliceerd door Soh.